# Пестрогрудые тиранчики
Пестрогрудые тиранчики (лат. Mionectes) — род воробьиных птиц из семейства Тиранновые.
Род был описан в 1844 году немецким орнитологом Жаном Кабанисом с использованием острокрылого пестрогрудого тиранчика (Mionectes striaticollis) в качестве типового вида.

## Список видов
Род включает следующие 7 видов:
- Mionectes galbinus Bangs, 1902
- Mionectes macconnelli (Chubb, 1919)
- Mionectes oleagineus (Lichtenstein, 1823)
- Оливковый пестрогрудый тиранчик Mionectes olivaceus Lawrence, 1868
- Mionectes roraimae (Chubb, 1919)
- Mionectes rufiventris Cabanis, 1846
- Острокрылый пестрогрудый тиранчик Mionectes striaticollis (D’Orbigny et Lafresnaye, 1837)

Mionectes roraimae ранее считалась конспецифичной Mionectes macconnelli. Эти два вида имеют схожее оперение, но различаются по вокализации и поведению.